# Sherborne
Sherborne è un paese di 9 350 abitanti della contea del Dorset, in Inghilterra.
Fu molto importante nell'Alto medioevo quando, nel regno del Wessex, divenne la prima sede dell'attuale diocesi di Salisbury.

## Monumenti e luoghi d'interesse

### Architetture religiose
- Abbazia di Sherborne[1][2]

## Amministrazione

### Gemellaggi
Sherborne è membro del gruppo di città gemelle del Douzelage insieme ad altri 23 centri europei.